# Савицкий, Роман Иванович
Роман Иванович Савицкий (11 марта 1907 — 12 января 1960) — украинский пианист, педагог и музыкальный критик, основатель украинского музыкального института в Филадельфии.

## Биография
Родился в городе Сокале (Галичина, теперь Львовская область) в семье священника отца Ивана Савицкого и Владимиры Косоноцкой. Сначала он учился в гимназии в родном городе, а затем продолжил обучение в Самборской гимназии, куда отец устроился на работу. Когда Роману исполнилось 11 лет, неожиданно ушёл из жизни отец. Чтобы помочь матери, Роман начал подрабатывать — с разрешения директора гимназии ежедневно в местном киноклубе на протяжении двух часов занимался музыкальным сопровождением к немому кино.
Окончил Музыкальный институт имени Лысенко во Львове (класс Василия Барвинского) и Пражскую консерваторию у В. Курца (1932). Концертировал в Галиции, Киеве, Днепропетровске, Германии, США. Выступал на радио и телевидении. Сотрудничал с коллективом «Боян Дрогобычский».
В 1937 году Роман Савицкий женился на Иванне Трешневской, детской писательнице, а в марте 1938 года у пары родился сын — Савицкий Роман Романович — будущий музыковед, библиограф.
В марте 1939 года в зале «Атлантик» (ныне — Национальный академический украинский драматический театр имени Марии Заньковецкой) на Шевченковском концерте по случаю 125-й годовщины со рождения поэта Роман Савицкий впервые исполнил концерт фа-минор для фортепиано Василия Барвинского (коркестром дирижировал Николай Колесса).
В 1939—1941 годах был доцентом Львовской консерватории и деканом фортепианного факультета. В годы Великой Отечественной войны (1941—1944) был музыкальным редактором Львовского радио. В 1946 году основал и три года был директором музыкальной школы в Берхтесгадене (Германия), а в 1952—1959 годах — Украинского музыкального института в Филадельфии, США. Также в 1957 году занимал должность профессора Филадельфийской консерватории.
Среди творческого наследия Савицкого фортепианные обработки народных мелодий для молодёжи, статьи, рецензии, труд «Основы фортепианной педагогики». Лучшие ученики Романа Савицкого: Олег Криштальский, Вирко Балей, Роксолана Огородник-Герасимович, Таиса Голината-Богданская, Юрий Олейник, Юлиана Осинчук.